# Andrea Koppel
Pour les articles homonymes, voir Koppel.
 (février 2017).
Andrea Koppel (née le 27 novembre 1963) est une journaliste américaine. Elle est la correspondante du département d'État américain pour le réseau CNN.

## Biographie
Fille du célèbre animateur de télévision Ted Koppel, elle a obtenu un baccalauréat universitaire en science politique avec une concentration en langue chinoise et en études asiatiques au Collège Middlebury.
Avant de se joindre à CNN, elle travaillait à Miami, où elle a couvert le terrible ouragan Andrew. Elle a gagné un prix Emmy en 1991 pour une série sur la prise de pouvoir de Jean-Bertrand Aristide.
Elle a réalisé de nombreux reportages en Asie, notamment sur la crise nucléaire sur la péninsule coréenne en 1994, la bulle technologique japonaise de 1993, la mort de Deng Xiaoping en 1997 et la rétrocession de Hong Kong aux autorités chinoises en 1997.
À la Maison-Blanche, elle a couvert les affaires concernant les secrétaires d'État Madeleine Albright, Colin Powell et Condoleezza Rice. Elle s'est également préoccupée des négociations israélo-palestiniennes de Wye River, les accords de Camp David et les attentats du 11 septembre 2001.
En 2010, Koppel était directeur des communications internationales de la Croix-Rouge et directeur du Centre Henry L. Stimson.

## Vie personnelle
Koppel est mariée à Kenneth Pollack, un analyste du renseignement et du Moyen-Orient.